# 융타이좡역
융타이좡역(永泰庄站)은 베이징 지하철 8호선의 역이다.